# Прапор Городка (Хмельницька область)
Прапор Городка — один з офіційних символів міста Городока Хмельницької області. Затверджений рішенням сесії міської ради від 28 лютого 2020 року. Автори - Валентин Ільїнський, голова Хмельницького обласного відділення українського геральдичного товариства, член ради УГТ та Сергій Ільїнський, геральдист, старший викладач Хмельницької гуманітарно-педагогічної академії. 

## Опис
Прямокутне полотнище із співвідношенням сторін 2:3 поділене горизонтально на п'ять смуг – зелену, червону, білу, червону і зелену, у співвідношенні 3:1:1:1:3. Від древка виходить жовтий трикутник висотою в 1/4 довжини прапора.